# البنك الأهلي المتحد
البنك الأهلي المتحد هو مصرف كويتي أنشئ عام 1971

## تاريخ التأسيس
يرجع تاريخ البنك إلى عام 1941 عندما أنشئ البنك الإمبراطوري الإيراني على يد مجموعة من المستثمرين البريطانيين. وقد كان هذا البنك امتداداً لفروع أخرى في العراق وإيران. وبعد سنتين تغير أسم البنك إلى البنك البريطاني في إيران والشرق الأوسط. وفي الخمسينيات من القرن العشرين ونتيجة لتوتر العلاقات بين بريطانيا وإيران تم تغيير أسم البنك إلى البنك البريطاني للشرق الأوسط، وفي عام 1971 تم تأميم البنك وتحويله إلى بنك الكويت والشرق الأوسط بعد سن قانون يمنع مزاولة البنوك الأجنبية للأنشطة المصرفية في الكويت. في الأول من أبريل 2010 تحول البنك للعمل بالنظام الإسلامي وصاحب ذلك تغيير أسم البنك ليصبح البنك الأهلي المتحد

## تحول البنك للنظام الإسلامي
بدأ البنك ببدء إجراءات التحول للنظام المصرفي الإسلامي في يوليو 2008 عندما وافقت الجمعية العمومية للبنك بخطة التحول. وحصل البنك على موافقة بنك الكويت المركزي للقيام بهذا التحول في ديسمبر 2009. وحسب خطط البنك فإنه سيتم تغير البنك إلى البنك الأهلي المتحد مصاحباً لتبني النظام المصرفي الإسلامي في الربع الثاني من عام 2010.

## إندماج البنك
تم دمج البنك الأهلي المتحد مع بيت التمويل الكويتي تحت إسم الأخير في عام 2022 م. 